# Jean Sauvaget
Jean Sauvaget (Niort, 27 gennaio 1901 – Cambo-les-Bains, 5 marzo 1950) è stato un orientalista e storico francese del Collège de France.
Dopo i suoi studi all'École des langues orientales e un diploma di Arabo dell'Università di Parigi (Sorbonne), divenne membro nel 1924, e poi Segretario generale nel 1929, dell'Institut français de Damas. Fu chiamato all'École des hautes études (EHE) come Directeur d'études d'Histoire de l'Orient islamique nel 1937. Ottenne il titolo di Dottore in Lettere nel 1941, e tenne allora corsi nell'École des langues orientales, nell'École du Louvre e all'Université de Paris. Nel 1946, per iniziativa di Paul Pelliot, fu eletto professore al Collège de France, cattedra di "Storia del mondo arabo". La sua prolusione inaugurale fu svolta il 15 marzo 1946 e pubblicata sulla Revue africaine.
Una parte importante delle sue ricerche e lavori a stampa è consacrata alle città siriane d'Aleppo e di Damasco.